# Lille Hiawatha (film)
Lille Hiawatha (engelska: Little Hiawatha) är en amerikansk animerad kortfilm från 1937. Filmen ingår i Silly Symphonies-serien och är inspirerad av sången "The Song of Hiawatha" från 1855, skriven av Henry Wadsworth Longfellow.

## Handling
Indianpojken Hiawatha går ut på jakt i skogen och tar med sig pil och pilbåge. Han får syn på en oskyldig kaninunge, men vill inte skjuta. De andra djuren förstår då att Hiawatha är snäll, och när han själv råkar illa ut för en björn kommer de andra djuren till undsättning.

## Om filmen
Filmen är den sista Silly Symphonies-kortfilm som producerades av United Artists.
Lille Hiawatha handling kom att parodieras i kortfilmen Hiawatha's Rabbit Hunt som kom ut 1941, med Snurre Sprätt som kaninen.
Filmen blev inspiration till ett äventyr i dagstidningsserien Silly Symphony med samma namn som filmen. Denna varade i åtta månader, från den 10 november 1942 till den 12 juli 1943.

### Svensk distribution
Filmen hade svensk premiär den 28 februari 1938, på biografen Spegeln i Stockholm. Den 15 maj samma år visades den på biografen London som också ligger i Stockholm; denna gång hade man döpt om filmen till Lille Hiawatha.
Titeln Lilla Hiawatha användes sista gången den 30 januari 1939, när filmen visades på biografen Vargen – även den i Stockholm. Den 31 mars året därpå visades filmen på samma biograf under titeln Lille Hiawatha.
Filmen hade svensk nypremiär den 29 november 1948 på Sture-Teatern i Stockholm, med titeln Hiawatha, djurens broder. Den ingick då i kortfilmsprogrammet Kalle Anka på tapeten, tillsammans med ytterligare sex kortfilmer: Kalle Anka och tordyveln, Kalle Ankas vintersemester, Tonåringar till rörs (ej Disney), Kalle Anka i Alperna, Kalle Anka på tapeten och Klockan klämtar för Kalle Anka. Vid detta tillfälle hade delar av filmen klippts bort.
Filmen har givits ut på DVD och Blu-ray och finns dubbad till svenska.

## Rollista (i urval)
- Gayne Whitman – berättare[15]